# Серийный убийца с озера Мичиган
«Серийный убийца с озера Мичиган» (англ. Michigan lake serial killer) — прозвище неопознанного американского серийного убийцы, который подозревается в совершении как минимум 16 убийств мужчин и женщин, совершённых в период с марта 2022 года по июнь 2023 года на территории города Чикаго. Свое прозвище преступник получил вследствие того, что тела всех своих жертв он сбрасывал в воды озера Мичиган и реки Чикаго. Объединение убийств произошло в декабре 2022 года.

## Серия убийств
В качестве жертв преступник выбирал мужчин и женщин, представителей различных слоев общества, имеющих преимущественно белый цвет кожи. По результатам судебно-медицинской экспертизы, в крови нескольких жертв были обнаружены продукты распада этилового спирта. По версии следствия, с некоторыми жертвами серийный убийца знакомился в барах Чикаго, после чего, пользуясь состоянием алкогольного опьянения жертвы, заманивал их в безлюдные места, где совершал на них нападения, после чего сбрасывал в реку или озеро.
В список жертвы были внесены 16 человек:
1. 49-летняя Кэтлин Мартин. Женщина являлась жительницей Чикаго и пропала без вести в марте 2022 года. Её тело было обнаружено в реке Чикаго 31 марта. Офис судебно-медицинской экспертизы округа Кук не смог точно установить причину её смерти, но заявил о том, что телесных повреждений на теле Мартин обнаружено не было[3].
2. Мужчина, личность которого установить не удалось. Проходил в уголовном деле под кодовым именем «Джон Доу». Тело жертвы было обнаружено в апреле 2022 года в водах озера Мичиган[источник не указан 683 дня].
3. Женщина, личность которой установить не удалось. Жертва проходила в уголовном деле под кодовым именем «Джейн Доу». Её тело было обнаружено также в апреле 2022 года[источник не указан 683 дня].
4. 80-летняя Юэт Цанг. тело женщины было обнаружено в водах реки Чикаго 16 апреля 2022 года в тот же день, когда было обнаружено в реке тело «Джейн Доу»[4][5].
5. 31-летняя Карина Пенья Аланис. Её труп был найден в водах реки Чикаго 23 апреля 2022 года. Карина Аланис стала четвёртой жертвой, чье тело полиция Чикаго достала из вод реки начиная с 16 апреля 2023 года. Девушка пропала без вести 7 апреля того же года[6]. Девушка являлась матерью трех детей и на момент смерти находилась на седьмом месяце беременности[7][8]. После обнаружения тела Карины Аланис полиция начала расследование, в ходе которого было проведено вскрытие тел жертв, однако результаты судебно-медицинской экспертизы не разглашались общественности[9]. Родители девушки заявили, что перед гибелью Карина Аланис страдала депрессией и тревожным расстройством. Отец Карины, Хесус де Аланис рассказал полиции о том, что на следующий день после исчезновения дочери попытался связаться с ней с помощью телефона, но на звонок ответил неизвестный мужчина, который заявил что нашёл телефон на одном из мостов, проходящих через реку, после чего связь прервалась[10].
6. 22-летняя Натали Бруксон. Девушка пропала без вести 30 апреля 2022 года на одной из улиц Чикаго. По невероятному стечению обстоятельств в тот же день пропал без вести её жених 28-летний Дэниело Сотелло. Друзья и родственники пары после их исчезновения обратились в полицию. В течение нескольких недель они развернули обширную поисковую деятельность, которая окончилась безрезультатно. Тело Натали Бруксон было обнаружено 2 мая 2022 года в водах озера Мичиган. Результаты судебно-медицинской экспертизы установили, что девушка утонула либо было утоплена с применением физической силы[11]. В последний раз Натали была замечена живой покидающей свою работу, а её жених Дэниел на станции метрополитена. Сотелло являлся студентом «Иллинойского университета» и проживал в общежитии учебного заведения. В ходе расследования полиция опросила ряд его друзей и знакомых, которые заявили что высадили Дэниела на улице недалеко от станции метро, после чего он заявил о том, что собирается направиться в северную часть Чикаго[12].
7. 28-летний Дэниел Сотелло. Пропал вместе с Натали Бруксон. Друзья и родственники заявили в полицию об его исчезновении после того как он не явился на церемонию по случаю окончания университета. Тело мужчины было обнаружено 22 мая 2022 года, через 20 дней после обнаружения трупа его невесты в водах озера Мичиган на расстоянии около километра от обнаружения тела Натали Бруксон. Судебно-медицинская экспертиза установила, что Сотелло также погиб от утопления. Однако информацию о том, было ли на его теле следы физических увечий полиция не стала разглашать общественности[13][14].
8. 34-летний Хейворд Браун. 21 июня 2022 года около 21:30 в экстренные службы поступил вызов о том, что тело Брауна находится в водах реки Чикаго недалеко от моста, расположенного возле 31-й Восточной улицы Чикаго. Тело Брауна было вытащено из воды и доставлено в Медицинский центр Чикагского университета, где была констатирована его смерть. В ходе расследования полиция не смогла обнаружить свидетелей преступления и установить обстоятельства, при которых Хейворд оказался в воде[15].
9. 25-летний Питер Сальвино. Пропал без вести рано утром 18 декабря 2022 года на одной из улиц Чикаго. Его тело было обнаружено 21 декабря в озере Мичиган недалеко от одной из гавань. В ходе расследования было установлено, что в день исчезновения Сальвино находился на вечеринке в квартире своих друзей. По их свидетельствам Питер собирался после окончания вечеринки отправиться домой. Детализация звонков Сальвино и следы его активности в социальных сетях позволили установить, что Питер в период с 23.59 17 декабря по 0.15 18 декабря совершил два телефонных звонка своему другу, находясь возле гавани, после чего связь с ним прервалась. В период с 0.37 и до 9.30 утра 18 декабря, друзья Сальвино сделали несколько звонков на его мобильный телефон и отправили несколько сообщений, на которые он уже не ответил[16][17].
10. 21-летний Кшиштоф Шуберт. Пропал без вести 3 декабря 2022 года на территории Чикаго. Его тело было обнаружено в водах озера Мичиган рано утром 7 декабря. Во время обнаружения Шуберт находился в бессознательном состоянии, но был ещё жив. Он скончался через несколько минут после того, как был доставлен в больницу. Результаты судебно-медицинской экспертизы установили, что Шуберт умер от утопления, но его смерть не является несчатным случаем, так как на его теле были обнаружены следы физического воздействия. Шуберт являлся гражданином Польши и находился на территории США с ноября 2022 года. В ходе расследования, полиция смогла установить, что в день исчезновения он посетил бар под названием «River North Howl at the Moon», который он покинул примерно в 21:45[18][19].
11. 23-летний Энтони Ракер. Пропал без вести 13 февраля 2023 года. Его тело было обнаружено в водах реки Чикаго 16 февраля[20].
12. 24-летний Джоел Ордуно. Его тело с признаками утопления было найдено 17 марта 2023 года в водах реки Чикаго. В последний раз он был замечен живым покидающим свою квартиру в Чикаго 17 февраля 2023 года, после чего пропал без вести[21].
13. 21-летний Симус Грей. Пропал без вести 18 марта 2023 года на территории города Уокиган. Грей являлся моряком ВМС США и должен был явиться на свою военно-морскую базу вечером 18 марта, но так и не явился, после чего он был объявлен в розыск. В ходе расследования было установлено, что в последний раз живым Симус Грей был замечен в одном из баров Уокигана под названием «Ibiza». Согласно свидетельским показаниям, примерно в 1.30 сотрудники бара попросили Грея покинуть заведение, так как он находился в состоянии сильного алкогольного опьянения и демонстрировал агрессивное поведение. Труп Симуса Грея с признаками утопления был обнаружен 19 апреля в водах озера Мичиган. Во время расследования полиция города Уокиган получила в свое распоряжение видеозаписи камер видеонаблюдения, установленных в баре и на зданиях, расположенных возле набережной озера, после чего заявила что на видеозаписях не было запечатлено подозрительных личностей рядом с Греем, в то время как менеджер бара «Ibiza» Адриан Эрнандес заявил полиции о том, что за время пребывания в заведении Симус Грей был замечен как минимум в двух ссорах с другими посетителями за пределами бара[22][23][24].
14. 46-летний Ричард Гарсия. Пропал без вести 12 марта 2023 года недалеко от своего дома на территории Чикаго. Его родственники обратились в полицию после того, как он не появился на своем рабочем месте в компании FedEx в городе Хаммонд (штат Индиана). Полиция, родственники, друзья и знакомые Гарсии после его исчезновения развернули обширную поисковую деятельность, однако его местонахождение установить не удалось. Труп Ричарда Гарсии с признаками утопления был найден в реке Чикаго 13 апреля 2023 года. По версии следствия Гарсия не успел зайти в дом и был похищен убийцей, который заманил его в свой автомобиль, так как на его трупе во время его обнаружения сохранились остатки униформы фирмы FedEx[25][26]
15. Женщина, личность которой установить не удалось. Жертва проходила в уголовном деле под кодовым именем «Джейн Доу — 2». Её тело было обнаружено 8 мая 2023 года в водах реки Чикаго. Результаты судебно-медицинской экспертизы установили, что женщина погибла от утопления. Её личность в ходе расследования так и не удалось установить. Известно только то, что согласно выводу судебно-медицинскому эксперта, жертва на момент гибели находилась в возрасте 30-40 лет[27].
16. 26-летний Ной Энос. Пропал без вести вечером 12 июня 2023 года в городе Чикаго после окончания концерта австралийской рок-группы King Gizzard & the Lizard Wizard. Родственники Ноя обратились в полицию на следующий день после его исчезновения. В ходе расследования было установлено, что Энос отправился на концерт совместно с другом, личность которого была установлена. Во время допроса, он заявил полиции о том, что они потеряли друг друга из виду примерно в 22.00 12 июня после окончания концерта, когда он отправился в туалет. Согласно свидетельствам друга Ноя Эноса, Ной знал наизусть номера мобильных телефонов своих родственников, друзей и своей девушки и не отправился бы гулять вечером по улицам Чикаго пешком, вследствие чего вероятно был похищен и не имел возможности обратиться за помощью и позвонить. Тело Ноя Эноса с признаками утопления было обнаружено рано утром 17 июня 2023 года под одним из мостов в водах реки Чикаго недалеко от заведения под названием «Salt Shed», где 12 июня проходил концерт, на котором Эноса видели живым в последний раз. Девушка Ноя — Николь Вейс также была допрошена полицией. Во время допроса она поведала сотрудниками правоохранительных органов, что Энос никогда не демонстрировал агрессивного поведения, не был склонен к суицидальной идеации и созданию конфликтов и вероятно был похищен преступником, так как их дома находился в 15 минутах езды от заведения, где проходил концерт[28][29][30].

## Расследование
После того как количеств жертв превысило 10 человек, в городе началась моральная паника. Полиция с целью успокоить общественность отрицала существование в Чикаго серийного убийцы, но по мере огласки информации об убийствах и о количестве обнаруженных тел, жители Чикаго развернули в социальных сетях кампанию против полицейского управления Чикаго, обвинив его в небрежном расследовании, и обратились к администрации Чикаго с требованием провести расследование и наказать полицейских чиновников, потому как жители города не были вовремя проинформированы о серии преступлений и не смогли принять дополнительные меры предосторожности. Представители правоохранительных заявили об отсутствии очевидных доказательств того, что на подконтрольной им территории орудует серийный убийца, заявив что как минимум в двух случаях причинами смерти двух жертв было объявлено — самоубийство, однако в декабре 2022 года расследованием серийных убийств занялось ФБР, которое сформировало целевую группу и признало, что в совершении убийств была выявлена определённая закономерность и в городе вероятно орудует серийный убийца.
По свидетельствам Трейси Уолдера, бывшего федерального агента ЦРУ и ФБР, преступник в совершении убийств продемонстрировал выраженный ему образ действия и закономерность. Все жертвы были утоплены, убийства совершались примерно с одинаковым интервалом времени, а тела жертв были обнаружены зачастую далеко от тех мест, где они были замечены в последний раз живыми. Уолдер справедливо отметил, что преступник погружал тела своих жертв в водоёмы с целью уничтожения таких улик, как следы биологических жидкостей и частицы ворсовых покрытий, вероятно основываясь на информации о деталях расследований серийных убийств в прошедших десятилетиях, которые привели к разоблачению преступников. Свою версию Трейси Уолдер подтвердил выводами судебно-медицинской экспертизы, которая могла установить только причину смерти жертв, но не могла обнаружить никаких других улик на теле убитых, свидетельствующих о причастности к совершению убийству каких-либо лиц из-за длительности нахождения трупов в воде.
1 сентября 2023 года в водах озера Мичиган были обнаружены ещё два трупа. Полиция отказалась сообщить СМИ и общественности личности жертв и причину их смерти.